# 邁爾斯 (愛荷華州)
邁爾斯（英語：Miles）是一個位於美國愛荷華州傑克遜縣的城市。

## 地理
邁爾斯的座標為42°02′51″N 90°18′54″W / 42.04750°N 90.31500°W，而該地的平均海拔高度為244米（即801英尺）。

## 人口
根據2010年美國人口普查的數據，邁爾斯的面積為2.98平方千米，當中陸地面積為2.98平方千米，而水域面積為0.00平方千米。當地共有人口445人，而人口密度為每平方千米149人。